# شهرستان دس موینس (آیووا)
شهرستان دس موینس، آیووا (به انگلیسی: Des Moines County, Iowa) شهرستانی در ایالات متحده آمریکا است که در آیووا واقع شده‌است.

## خصوصیات
شهرستان دس موینس ۱٬۱۱۳٫۷ کیلومترمربع مساحت دارد.